# Collision Course
Collision Course — спільний альбом репера Jay-Z і рок-гурту Linkin Park, що вийшов 30 листопада 2004 року на лейблах Roc-A-Fella, Machine Shop, Warner Bros. і Def Jam у двох версіях: на CD і DVD. Після випуску досяг першого місця в чарті Billboard 200. У серпні 2009 року продажі альбому тільки в США сягнули 1 934 000 примірників. 15 серпня 2017 року EP отримав подвійний платиновий сертифікат від Асоціації звукозаписної індустрії Америки (RIAA) за сумарні продажі та еквівалентні одиниці альбому понад два мільйони одиниць у Сполучених Штатах. По всьому світу було продано близько п'яти мільйонів примірників. 
Альбом породив один сингл «Numb/Encore», який переміг у номінації «Кращий реп/спів» на 48-й церемонії вручення премії «Греммі». Альбом отримав загалом змішані відгуки музичних критиків, але, попри це, мав комерційний успіх.

## Про альбом
Collision Course містить шість треків загальною тривалістю 21:18 і був відзначений як EP. Всі треки в альбомі представлені в жанрі мешап.
DVD-реліз містить:
- фільм про створення альбому
- запис виступу групи в The Roxy Theatre 18 липня 2004 року
- п'ять уривків з концерту MTV Ultimate Mash-Ups
- галерею фотографій.

Перший сингл з альбому під назвою «Numb/Encore» відразу досяг високих позицій в чартах і утримував їх близько півроку. Другим синглом став трек «Points of Authority/99 Problems/One Step Closer», що вийшов для ротації на радіостанціях США, і не брав участі в Billboard Charts. Відеокліпи до обох композицій, а також кліп «Jigga What/Faint» показали на Kerrang! TV у Великій Британії.
Фактично це другий міні-альбом в історії (після «Jar of Flies» Alice in Chains 1994 року), що потрапив в Billboard 200.

## Історія створення
Намір записати мешап-альбом разом з Jay-Z було озвучено Майком Шинодой в 2004 році під час вручення премії «Греммі».
Під час мікшування альбому зв'язок між Майком і Jay-Z підтримувався електронною поштою. За словами Майка, вони хотіли переробити і переписати деякі фрагменти пісень, щоб поліпшити звучання: «Jay and I realized it's better to re-perform the rap vocals if you're gonna do it to a new beat because the vibe changes and you have to deliver your verse a little differently». Шинода запропонував своїм соратникам по групі перезаписати інструментальні версії і вокал треків, присутніх на меш-апі, і врешті-решт обидві сторони (і Jay-Z, і Linkin Park) вирішили переробити і випустити записані заново треки.
Через рік після випуску Collision Course Jay-Z став виконавчим продюсером сольного проєкту Майка Шиноди Fort Minor, зокрема під час запису його дебютного альбому The Rising Tied.
Крім звичайної версії, альбом вийшов і в цензурованій версії.

## Список композицій
| #  | Назва                                             | Автор | Тривалість |
| -- | ------------------------------------------------- | --- | ---------- |
| 1. | «Dirt Off Your Shoulder/Lying from You»           | Ш. Картер, Т. Мослі, Linkin Park                                                                                            | 4:05       |
| 2. | «Big Pimpin’/Papercut»                            | Ш. Картер, Т. Мослі, К. Джошуа, Linkin Park                                                                                 | 2:36       |
| 3. | «Nigga What, Nigga Who (Originator 99)/Faint»     | Ш. Картер, Jaz-O, Т. Мослі, Linkin Park                                                                                     | 3:38       |
| 4. | «Numb/Encore»                                     | Linkin Park, Ш. Картер, Каньє Вест                                                                                          | 3:25       |
| 5. | «Izzo (H.O.V.A.)/In the End»                      | Ш. Картер, Канье Уэст, Б. Горді, А. Мицелл, Ф. Перрен, Д. Ричардс, Linkin Park                                              | 2:45       |
| 6. | «Points of Authority/99 Problems/One Step Closer» | Linkin Park, Ш. Картер, Р. Рубін, Н. Лендсберг, Ф. Паппаларді, Дж. Вентура, Л. Вайнштейн, Б. Сквір, Т. Мерроу, А. Хендерсон | 4:56       |

### Додадковий контент CD
1. «Посилання на бонусний контент»
2. «Фотографії»

### Список композицій на DVD
1. «The Once — In — A - Lifetime Performance — Документальний»
2. «Живі виступи»:
  - Dirt Off Your Shoulder/Lying from You
  - Big Pimpin'/Papercut
  - Jigga What/Faint
  - Numb/Encore
  - Izzo/In The End
  - Points of Authority/99 Problems/One Step Closer
3. «Спеціальні доповнення»:
  - «MTV Ultimate Mash-Ups»
  - «Фото-галерея»
  - «5.1 Surround Sound»

## Чарти
| Чарт (2004–2005)                                     | Найвища позиція |
| ---------------------------------------------------- | --------------- |
| Австралія Australian Albums (ARIA)                   | 8               |
| Австрія Austrian Albums (Ö3 Austria)                 | 5               |
| Бельгія Belgian Albums (Ultratop Flanders)           | 19              |
| Бельгія Belgian Albums (Ultratop Wallonia)           | 17              |
| Канада Canadian Albums (Billboard)                   | 6               |
| Данія Danish Albums (Hitlisten)                      | 7               |
| Нідерланди Dutch Albums (MegaCharts)                 | 9               |
| Франція French Albums (SNEP)                         | 20              |
| Німеччина German Albums (Offizielle Top 100)         | 5               |
| Greek International Albums (IFPI)                    | 2               |
| Ірландія Irish Albums (IRMA)                         | 6               |
| Італія Italian Albums (FIMI)                         | 19              |
| Нова Зеландія New Zealand Albums (Recorded Music NZ) | 4               |
| Норвегія Norwegian Albums (VG-lista)                 | 1               |
| Португалія Portuguese Albums (AFP)                   | 4               |
| Шотландія Scottish Albums (OCC)                      | 18              |
| Іспанія Spanish Albums (PROMUSICAE)                  | 60              |
| Швеція Swedish Albums (Sverigetopplistan)            | 9               |
| Швейцарія Swiss Albums (Schweizer Hitparade)         | 2               |
| Велика Британія UK Albums (OCC)                      | 15              |
| UK R&B Albums (OCC)                                  | 2               |
| США Billboard 200                                    | 1               |
| США Top R&B/Hip-Hop Albums (Billboard)               | 3               |
| США Top Rap Albums (Billboard)                       | 3               |

| Чарт (2017)                        | Найвища позиція |
| ---------------------------------- | --------------- |
| Австралія Australian Albums (ARIA) | 28              |

| Чарт (2004)              | Позиція |
| ------------------------ | ------- |
| Australian Albums (ARIA) | 80      |
| UK Albums (OCC)          | 138     |
| Worldwide Albums (IFPI)  | 29      |

| Чарт (2005)                           | Позиція |
| ------------------------------------- | ------- |
| Australian Albums (ARIA)              | 42      |
| Austrian Albums (Ö3 Austria)          | 33      |
| Belgian Albums (Ultratop Flanders)    | 84      |
| European Albums (Billboard)           | 27      |
| German Albums (Offizielle Top 100)    | 33      |
| Swiss Albums (Schweizer Hitparade)    | 20      |
| UK Albums (OCC)                       | 146     |
| US Billboard 200                      | 26      |
| US Top R&B/Hip-Hop Albums (Billboard) | 20      |